# Серфер душі
«Серфер душі» (англ. Soul Surfer) — американський фільм-біографія американської серфінгістки Бетані Гамільтон, знятий американським режисером Шоном Макнамара, світова прем'єра відбулася 8 квітня 2011. Картина заснована на книзі-біографії Бетані, але творці фільму додатково інтерв'ювали її сім'ю, щоб з'ясувати неопубліковані подробиці історії.

## Сюжет
З дитинства Бетані захоплювалася серфінгом, але в 13 років біля північного узбережжя Кауаї на неї напала акула. В результаті атаки дівчина залишилася без лівої руки і ледь не загинула. Але сила волі і справжній характер зробили свою справу — Бетані, незважаючи ні на що, знову стала на дошку і почала брати участь у змаганнях на правах повністю здорового серфера.

## У ролях
- АннаСофія Робб — Бетані Гамільтон
- Гелен Гант — Чері Гамільтон
- Денніс Квейд — Том (Томас) Гамільтон
- Керрі Андервуд — Сара Гілл
- Кевін Сорбо — Голт Бланшар
- Росс Томас — Ной (Ноа) Гамільтон
- Кріс Брошу — Тіммі Гамільтон
- Лоррейн Ніколсон — Алана Бланшар
- Джеремі Самптер — адвокат Байрон Бланшар
- Соня Балморс — Маліна Бірч, суперниця Бетані
- Крейг Нельсон — д-р Девід Ровінський
- Коді Гомес — Кеокі
- Бренском Річмонд — Бен

### Камео
- Бетані Гамільтон
- Алана Бланшар
- Шон Макнамара